# Fluoroacetamida

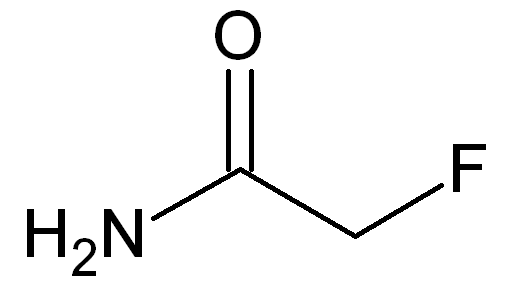
Fórmula Química de la Fluoroacetamida

La fluoroacetamida (nombre químico: 2-fluoroacetamida) es un plaguicida prohibido en todas sus formulaciones y usos por ser dañino para la salud humana y el medio ambiente.

## Resumen de la medida de prohibición
Está prohibida la producción, uso y comercialización de todos los productos de protección de plantas que contengan Fluoroacetamida. 
El producto está designado como un producto químico CFP.
Está permitida la tenencia y uso del producto químico para la investigación o propósitos de laboratorio en cantidades menores de 10 kg.

## Peligros y riesgos conocidos respecto a la salud humana
Este producto es extremadamente tóxico; la dosis oral probablemente letal para los humanos es menor de 5 mg/kg, o una prueba (menos de 7 gotas) para una persona de 150 lb. Químicamente inhibe el metabolismo celular del oxígeno con daños críticos para el corazón, cerebro, y pulmones dando lugar a fallo cardíaco, arresto respiratorio, convulsiones y muerte. Emite humos muy tóxicos de fluoruro que contienen compuestos y óxidos de nitrógeno, cuando se calienta para la descomposición.

## Peligros y riesgos conocidos respecto al medio ambiente
Los principales efectos suceden a la flora y fauna a las que no va dirigido, ya que muchos tipos de animales pueden consumir cebos o presas en animales muertos o enfermos. El compuesto es altamente tóxico para la mayoría de los animales excepto para ranas y sapos. Los perros y los gatos son muy susceptibles al envenenamiento directo pero se ha encontrado que los búhos de granero, ratoneros, Milvus Migrans y algunos reptiles son resistentes.